# Batalla de Kosovo
La batalla de Kosovo (en serbio: Косовска битка, tr.: Kosovska bitka; en turco: Kosova Meydan Muharebesi) fue un combate bélico librado el 15 de junio en 1389, festividad de San Vito, entre el Principado serbio regido por Lazar Hrebeljanović y el ejército del Imperio otomano, bajo la dirección del sultán Murad I, por el control de la región de Kosovo. La batalla tuvo lugar en el campo de los mirlos, a unos 5 km al noroeste de la moderna Priština. Los relatos históricos fiables sobre la batalla son escasos; los más creíbles han sido obtenidos a través de comparaciones críticas con batallas históricas contemporáneas (como las de Angora o Nicópolis), que han permitido una reconstrucción fiable. La batalla finalizó con victoria turca, con grandes pérdidas en ambos bandos, que convirtió al principado serbio en vasallo del Imperio otomano.
La batalla de Kosovo es de particular importancia en el concepto serbio de la historia, la tradición y la identidad nacional.

## Preparativos

### Movimientos
Después de que los otomanos fueran derrotados en la batalla de Bileća y la batalla de Pločnik, Murad I, el sultán otomano, trasladó sus tropas de Philippoupolis (Plovdiv, en la actual Bulgaria) a Ihtiman en la primavera de 1389. Desde allí, avanzaron a través de Velbužd (Kyustendil) y Kratovo (actual Macedonia del Norte). A pesar de tratarse de una ruta más larga que la alternativa a través de Sofía y el valle del río Nišava, esta ruta tenía como objetivo Kosovo, una de las encrucijadas más importantes de los Balcanes. Desde Kosovo, el ejército de Murad podría atacar los territorios dominados por los nobles serbios Lazar Hrebeljanović y Vuk Branković. Después de haber permanecido en Kratovo por un tiempo, Murad y sus tropas marcharon a través de Kumanovo, Preševo y Gnjilane hacia Pristina, donde llegaron el 14 de junio de 1389.
Aunque hay menos información sobre los preparativos de Lazar, se sabe que éste reunió a sus tropas cerca de Niš, en la margen derecha del Južna Morava. Su ejército probablemente permaneció allí hasta que le llegó la información de que Murad se había trasladado a Velbužd, momento en el que puso en marcha a sus tropas a través de Prokuplje hacia Kosovo. Este era el mejor lugar estratégico que Lazar podía elegir como campo de batalla, ya que así controlaba todas las rutas que el contingente de Murad podría tomar.

### Ejércitos
El ejército de Murad comprendía entre 27.000 y 40.000 combatientes. Entre ellos estaban incluidos de 2.000 a 5.000 jenízaros, 2.500 miembros de la guardia de caballería de Murad, 6.000 sipahis, 20.000 azaps y akincis y 8.000 de su vasallos de Germiyan, Saruhan, el Imperio bizantino, Bulgaria, los principados del sur de Serbia en Macedonia (las tierras de Constantino Dragaš y el príncipe Marko) y Albania.
El ejército de Lazar estaba compuesto por 12.000 a 25.000 soldados. De ellos, entre 7.000 y 15.000 estaban bajo el mando de Lazar, entre 5.000 y 10.000 correspondían a Vuk Branković, un noble serbio de Kosovo y yerno de Lazar, y un grupo menor al mando del noble bosnio Vlatko Vuković. El ejército mixto de Vuković comprendía un contingente de Caballeros Hospitalarios, a quien el caballero croata Juan de Palisna había traído desde Vrana, en Dalmacia. Varios miles eran caballeros. Como aliados de los cristianos había también un número indeterminado de caballeros polacos y húngaros. También participó cierto número de valacos. Estos tuvieron cierto papel en la organización militar del ejército serbio medieval, que mantuvieron incluso después de la conquista turca. Los soldados valacos fueron mencionados en la carta del rey Esteban Milutin al Monasterio de Banjska y en la de Esteban Dušan que registró la donación de la Iglesia de San Nicolás en Vranje al Monasterio de Hilandar.

## La batalla

Probable disposición de las tropas en la llanura de Gazimestan antes de la batalla.

### Disposición de las tropas
Los ejércitos se encontraron en Gazimestán, el Campo de Kosovo, muy cerca de Pristina. Murad dirigía el ejército otomano, con su hijo Beyazid (o Bayaceto) a su derecha y su hijo Yakub a su izquierda. Alrededor de 1.000 arqueros estaban colocados en las alas de la línea del frente, respaldados por los Azap y Akinci, ocupando el centro de la vanguardia los jenízaros, detrás de los cuales se situaba Murad rodeado de su guardia de jinetes y, por último, el grupo de suministros en la parte trasera, custodiado por un pequeño número de tropas.
El ejército serbio tenía al príncipe Lazar en su centro, Vuk a la derecha y Vlatko a la izquierda. Al frente del ejército serbio se encontraba la caballería pesada y en los flancos la caballería de arqueros, con la infantería en la retaguardia. Situadas en paralelo, las disposiciones de los ejércitos no eran simétricas, ya que el frente de los serbios era más amplio que el otomano.

### Comienzo
Las narraciones serbia y turca de la batalla son diferentes, por lo que es difícil reconstruir el curso de los acontecimientos. Se cree que la batalla comenzó con una carga de la caballería pesada serbia, recibida por las flechas de los arqueros de los flancos otomanos. Esta carga, realizada en una formación en "V", logró romper el flanco izquierdo otomano, comandado por Yakub, y el repliegue del flanco central, pero el flanco derecho, a las órdenes de Beyazid, aguantó la embestida.

### Contraataque turco

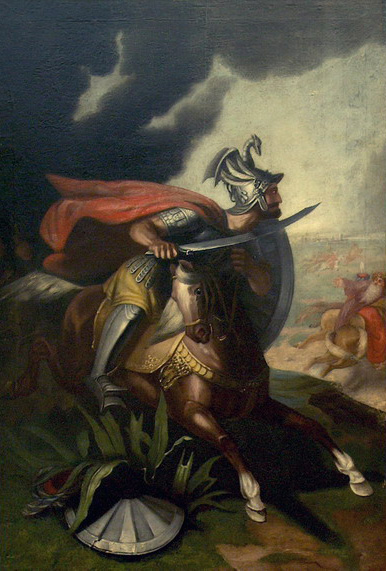
Miloš Obilić, el noble serbio que acabó con la vida del sultán otomano Murad I. Este hecho está rodeado de una gran controversia, y las circunstancias que rodearon a su acción han sido frecuentemente puestas en duda.

Los serbios consiguieron una ventaja inicial después de su primera carga, que había dañado significativamente el ala izquierda turca al mando de Yakub Celebi. Beyazid, cuyo flanco había resistido la carga inicial, dirigió un feroz contraataque, obligando a retroceder a las fuerzas serbias, cuya infantería sufrió importantes pérdidas. En estas circunstancias, el contingente de Vuković hubo de apoyar el centro de su frente para compensar estas pérdidas. Beyazid se ganó el apodo de "el rayo", después de dirigir el decisivo contraataque.
En un momento crítico de la batalla, Vuk Branković retrocedió y emprendió la huida, seguido de sus tropas. Este hecho es uno de los más controvertidos de la contienda. Algunos historiadores afirman que había pactado con Murad traicionar a su amo, con la promesa de que él gobernaría Serbia bajo señorío del sultán. Otras versiones afirman que Branković, ante lo inminente de la derrota serbia, huyó para salvar a tantos hombres como pudiera. Parece ser que la huida se produjo después de la captura de Lazar, aunque la poesía épica serbia considera a Branković un traidor que abandonó a su señor en mitad de la batalla. Lazar fue capturado y degollado por los turcos en el mismo campo de batalla.

### Muerte de Murad

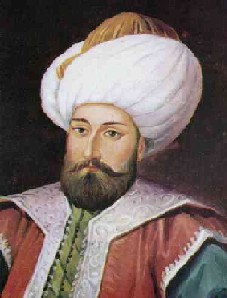
Murad I, sultán del Imperio otomano desde 1383 hasta su muerte durante la batalla.

Los registros históricos de Turquía señalan que Murad I fue asesinado por el caballero serbio Miloš Obilić el 29 de junio de 1389, mientras recorría el campo de batalla al día siguiente, cuando el combate había terminado. Murad fue el único sultán otomano que murió en batalla.
Por su parte, fuentes búlgaras, griegas y serbias afirman que Obilić mató a Murad durante la batalla cuando llegó al campamento otomano y entró en la tienda del sultán fingiendo su deserción. Una vez allí, apuñaló a Murad en el cuello y el corazón. Los guardaespaldas del sultán mataron inmediatamente a Obilić, o bien después, mientras huía a caballo.
El registro más antiguo conservado sobre el hecho es una carta del Senado de Florencia al Rey Tvrtko I de Bosnia fechada el 20 de octubre de 1389, que dice que Murad resultó muerto durante la batalla. Aunque no se cita el nombre de quien lo mató, afirma que era uno de los 12 nobles serbios que lograron romper las líneas otomanas:

"Afortunadas, afortunadas las manos de aquel de los doce señores leales que, después de haberse abierto paso con la espada y haber penetrado en las líneas enemigas y en el círculo de camellos encadenados, de modo heroico llegó a la tienda de Murad por sí mismo. Afortunado por encima de todos es quien con tanta fuerza mató al Vojvoda clavándole su espada en la garganta y el vientre. Y bienaventurados son todos los que dieron su vida y su sangre mediante la forma gloriosa del martirio como víctimas del líder muerto en su repugnante cadáver."

El hijo de Murad, Beyazid, fue informado de la muerte del sultán antes que su hermano mayor, Yakub. Beyazid le hizo llegar un mensaje para que se presentase ante él inmediatamente y allí, según algunos historiadores como Joseph von Hammer, le acusó de traición y le hizo estrangular, convirtiéndose en el único heredero al trono. El historiador albanés Ismail Kadare mantiene que Murad fue víctima también de un complot de Beyazid, que acabaría convirtiéndose en el sultán Beyazid I.

## Consecuencias
La batalla de Kosovo es considerada una victoria de las fuerzas otomanas. Debido a su derrota, Serbia fue convertida en un Estado vasallo cuyos nobles debían pagar tributo y suministrar soldados a los otomanos. Por otra parte, como consecuencia de la presión turca, algunos nobles serbios accedieron a casar a sus hijas con mandatarios turcos, incluida la hija del príncipe Lazar, que se casó con el propio Beyazid I. A raíz de estos matrimonios, Stefan Lazarević, el hijo y heredero de Lazar, se convirtió en un fiel aliado de Beyazid, aportando fuerzas importantes para muchos de sus futuros enfrentamientos militares, como la batalla de Nicópolis, que marcó la última cruzada a gran escala en la Edad Media. Como compensación por esta alianza, Stefan recibió del sultán las posesiones de Vuk Branković en Kosovo.
Finalmente, el Despotado serbio, único reducto que resistió a los otomanos tras la batalla, fue conquistado definitivamente por éstos en 1459.
La batalla de Kosovo llegó a ser vista como un símbolo de patriotismo serbio y el deseo de independencia con el auge del nacionalismo bajo el dominio otomano. Su importancia para el nacionalismo serbio recobró prominencia durante la disolución de Yugoslavia y la guerra de Kosovo, siendo invocada por Slobodan Milošević en 1989 en un célebre discurso durante los actos de celebración del 600 aniversario de la batalla.